# .sk
sk.  دامنه اینترنتی اختصاص داده شده به کشور اسلواکی است.